# فقرة قطنية
الفقرات القَطَنِيَّة (بالإنجليزية: Lumbar vertebrae) هي إحدى أقسام العمود الفقري وعددها خمس فقرات، وتقع بين الفقرات الصدرية والفقرات العجزية. تمتاز بكبر حجمها عن باقي الفقرات التي تعلوها (العنقية الصدرية) وتحمل جميع صفات الفقرة النموذجية فلا توجد فتحة بالنتوء المستعرض كالفقرات العنقية ولا توجد أوجه مفصلية على جوانب الجسم أو على القسم الأمامي للنتوء المستعرض كما في الفقرات الصدرية، والنتوء الشوكي رباعي الشكل موازٍ لسطح الأرض، وتتباعد النتوءات الشوكية بعضها عن بعض أما النتوء المستعرض فقصير. والفتحة الفقرية مثلثة الشكل بسبب قصر السويقة وتكون أكبرَ من الفتحة الفقرية في الفقرات الصدرية، ولكنها أصغر من الفتحة الفقرية في الفقرات العنقية.

## التشريح الآدمي

### الصفات العامة
يصف الشكل المقابل الخصائص العامة للفقرات القطنية من الأولى إلى الرابعة. تمتلك الفقرة الخامسة خواصَّ معينة، وهي مفصلة أدناه. كما هو الحال مع الفقرات الأخرى، تتكون كل فقرة قطنية من جسم فقري وقوس فقري. القوس الفقري المكوَّن من زوج من العنيقات وزوج من الصفائح، يحيط بالثقب الفقري (فتحة) ويدعم سبع نتوءات.

#### الجسم
الجسم الفقري لكل الفقرات القطنية كبير، وهو أوسع من جانب إلى آخر أكثر منه من الأمام إلى الخلف، وأسمك قليلاً في الأمام منه في الخلف. وهو مسطح أو مقعر قليلا أعلى وأسفل، ومقعر من الخلف، وضيق بشدة في الأمام وعلى الجانبين.

#### القوس
العنيقات تكون قوية جدا، ومتجهة إلى الوراء من الجزء العلوي في الجسم الفقري. وبالتالي فإن الشقوق الفقرية السفلية يكون لها عمق كبير. تختلف العنيقات في الشكل من القطنية العلوية إلى القطنية السفلية. وهي تزداد في العرض السهمي من 9 ملم إلى 18 ملم في القطنية الخامسة. وتزداد في التزوية في المستوى المحوري من 10إلى 20 درجة بحلول الفقرة القطنية الخامسة. تستخدم العنيقة أحيانًا كبداية المدخل إلى الجسم الفقري للتثبيت بمسامير عنيقية أو لوضع إسمنت عظمي كما هو الحال في تقويم رأب الفقرة أو رأب العمود الفقري.
الصفائح تكون عريضة وقصيرة وقوية. إنها تشكل الجزء الخلفي من القوس الفقري. في المنطقة القطنية العلوية تكون الصفيحة أطول من كونها عريضة ولكن في الجزء القطني السفلي تكون الصفيحة أعرض من كونها طويلة. تربط الصفيحة بين النتوء الشوكي والعنيقات.
الثقب الفقري داخل القوس يكون مثلث، وأكبر منه في الفقرات الصدرية، ولكنه أصغر منه في الفقرات العنقية.

#### النتوءات
النتوء الشوكي سميك، وواسع، ورباعي الأضلاع إلى حد ما؛ إنه يتجه إلى الوراء وينتهي بحدود خشنة غير متكافئة، وأسمك من الأسفل حيث يكون مشقوق في بعض الأحيان.
النتوءات المفصلية العلوية والسفلية محددة جيدًا، حيث تتجه على التوالي لأعلى ولأسفل من مفارق العنيقات والصفائح. وجوه النتوءات العلوية تكون مقعرة، وناظرة إلى الوراء وإنسية، بينما تلك الموجودة على المستوى السفلي تكون محدبة، ومتجهة إلى الأمام ووحشية. الأولى تكون أعرض باستثناء الثانية حيث أنها في العمود المفصلي، النتوءات المفصلية السفلية تكون محاطة بواسطة النتوءات العلوية للفقرة أسفل منها.
النتوءات العرضية طويلة ونحيلة. فهي أفقية في الفقرات القطنية الثلاثة العلوية وتنحدر قليلاً إلى الأعلى في الفقرتين السفليتين. في الفقرات الثلاث العليا تخرج من مفارق العنيقات والصفائح، ولكن في الفقرتين السفليتين فهى تقع إلى الأمام أكثر وتنبع من العنيقات والأجزاء الخلفية من أجسام الفقرات. تقع أمام النتوءات المفصلية بدلاً من خلفها كما هو الحال في الفقرات الصدرية، وهي متجانسة مع الضلوع.
يمكن ملاحظة ثلاثة أجزاء أو درنات في النتوء العرضي للفقرات القطنية السفلية: النتوء الجانبي أو الضلعي الشكل، والنتوء الحلمي، والنتوء الملحق. النتوء ضلعي الشكل يكون جانبيًا، والنتوء الحلمي يكون في الأعلى(جمجمي)، ويكون النتوء الملحق بالأسفل (ذيلي).يتصل النتوء الحلمي في منطقة أسفل الظهر مع الجزء الخلفي من النتوء المفصلي العلوي. يقع النتوء الملحق في الجزء الخلفي من قاعدة النتوء المستعرض. النتوء الجانبي الأطول والأسمك عادة ما يكون نتوء الفقرة القطنية الخامسة.

### الفقرتين القطنيتين الأولى والخامسة

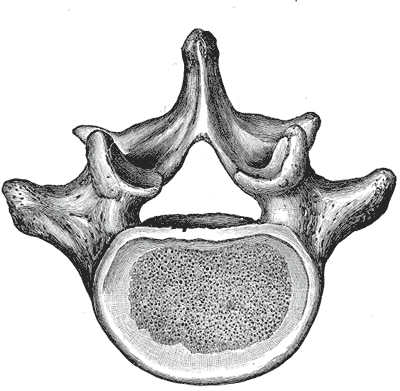
الفقرة القطنية الخامسة من أعلى

الفقرة القطنية الأولى على مستوى مع النهاية الأمامية للضلع التاسع. يسمى أيضا هذا المستوى الهام المستوى القاطع للبواب، حيث أن بوابة المعدة تقع في هذا المستوى. كما تقع مكونات هامة أخرى على هذا المستوى، وتشمل: قاع المرارة، والجذع البطني، والشريان المساريقي العلوي، ونهاية الحبل الشوكي، وبداية الخيط الانتهائي، والأوعية الكلوية، والشرايين المتوسطة فوق الكلوية، و نقير الكلى.
تتميز الفقرة القطنية الخامسة بكون جسمها أعمق من الأمام منه في الخلف، وهو ما يتفق مع بروز التمفصل العجزي الفقرى. كما تتميز بحجم أصغر للنتوء الشوكي. وبالفاصل العريض بين النتوءات المفصلية السفلية، وبسماكة نتوءاتها العرضية، التي تنبع من الجسم وكذلك من العنيقات. الفقرة القطنية الخامسة هي أكثر المواقع شيوعًا للانزلاق الفقاري والانحلال الفقاري.
معظم الناس لديهم خمس فقرات قطنية، في حين أن البعض لديهم أربعة أو ستة. الاضطرابات القطنية التي تؤثر عادة على الفقرة القطنية الخامسة سوف تؤثر على القطنية الرابعة أو السادسة في هؤلاء الأفراد المتأخر ذكرهم.

### الحركات القطاعية
من الصعب قياس نطاق الحركات القاطعية في قطاع واحد سريريًا، ليس فقط بسبب الاختلافات بين الأفراد، ولكن أيضًا لأنه يعتمد على العمر والجنس. علاوة على ذلك، فإن الانثناء والإطالة في الفقرة القطنية هو نتاج مزيج من الدوران والترجمة في المستوى السهمي بين كل فقرة.
نطاقات الحركات القطعية في الفقرات القطنية (الأبيض والبنجابي، 1990) (بالدرجات):
|                    | L1-L2 | L2-L3 | L3-L4 | L4-L5 | L5-S1 |
| ------------------ | ----- | ----- | ----- | ----- | ----- |
| الانثناء / الإطالة | 12°   | 14°   | 15°   | 16°   | 17°   |
| الانثناء الجانبي   | 6°    | 6°    | 8°    | 6°    | 3°    |
| الدوران المحوري    | 2°    | 2°    | 2°    | 2°    | 1°    |

## التشوهات الخلقية
يمكن أن تسبب التشوهات الفقارية الخلقية ضغطا على الحبل الشوكي عن طريق تشويه القناة الفقرية أو التسبب في عدم الاتزان.

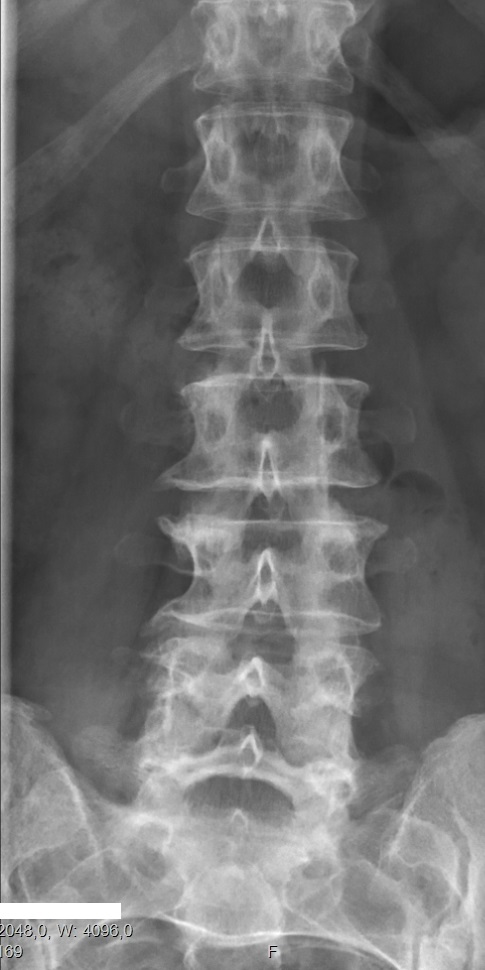
تقطّن الفقرات العجزية، ويظهر كست فقرات لا تتصل بالضلوع.
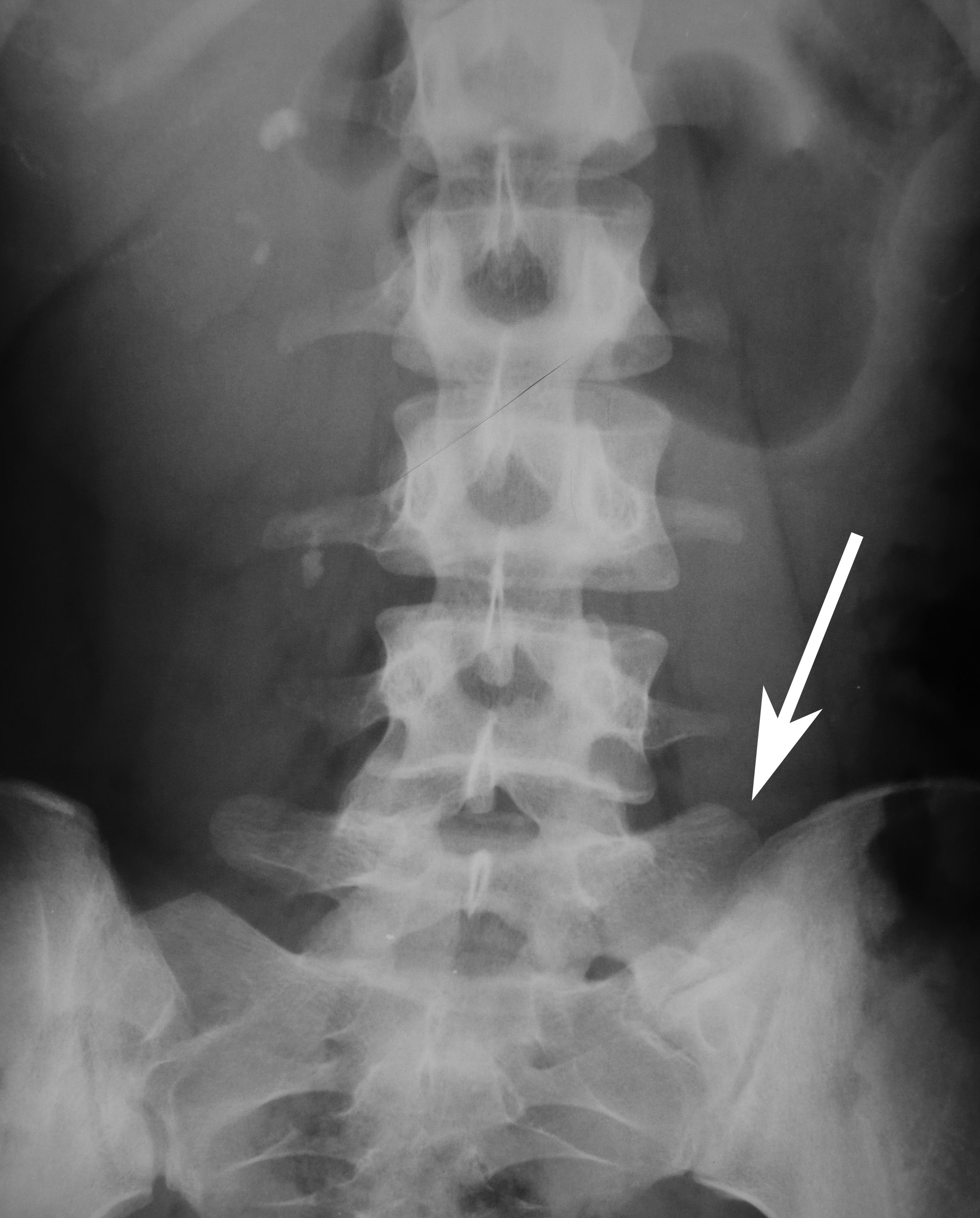
تعجُّز الفقرة القطنية الخامسة ويظهر في أسفل يمين الصورة.
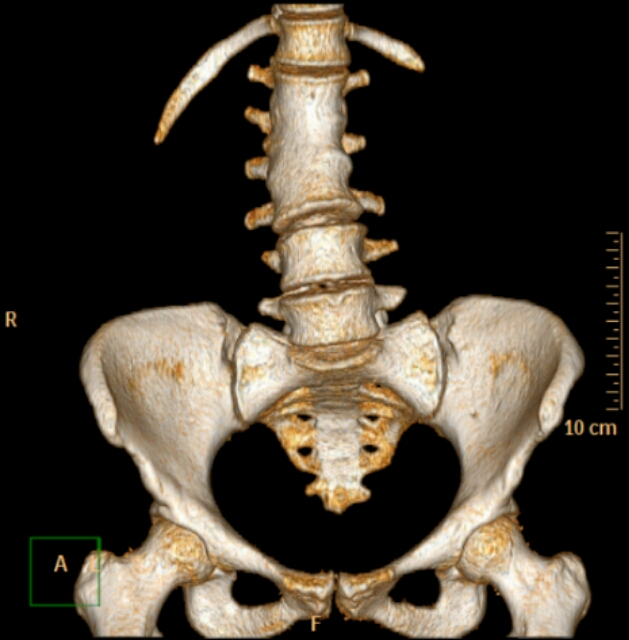
تكتل فقرات خلقي في العمود الفقري القطني. تقديم حجم أشعة مقطعية.

## في الحيوانات الأخرى
القرود الإفريقية لديها ثلاثة وأربعة فقرات قطنية، (البونوبو لديها أحبال شوكية أطول وذات فقرة إضافية) ولدى الإنسان الطبيعي خمسة. هذا الاختلاف، ولأن العمود الفقري القطني للناتشولابيثيكوس المنقرض (وهوالإنسان القديم من العصر الميوسيني ذو ست فقرات قطنية ولا ذيل له) شبيه بذلك الذي في أسترالوبيثيكوس المبكر وبداية الإنسان، فمن المدّعى أن الجد الأخير المشترك للشمبانزي والإنسان كان له أيضًا عمودا فقريا طويلا مع منطقة قطنية طويلة وأن النقص في عدد الفقرات القطنية تطور بشكل مستقل في كل فرع من القرود. العدد المحدود للفقرات القطنية في الشمبانزي والغوريلا يؤدي إلى عدم القدرة على انحناء العمود الفقري القطني، على النقيض من الأعمدة الشوكية لقرود العالم القديم و الناتشولابيثيكوس و "كبير القرود"، مما يقترح أن السلف المشترك الأخير لم يكن قصير الدعامة كما كان يعتقد سابقا.

## صور إضافية

موضع الفقرات القطنية موضح باللون الأحمر.
موضع الفقرات القطنية موضح باللون الأحمر.
موضع الفقرات القطنية موضح باللون الأحمر.
موضع الفقرات القطنية موضح باللون الأحمر.
شكل الفقرات القطنية موضح باللون الأزرق والأصفر.
شكل الفقرات القطنية موضح باللون الأزرق والأصفر. (صورة من أعلى)
شكل الفقرات القطنية موضح باللون الأزرق والأصفر. (صورة من أسفل)
العمود الفقري.
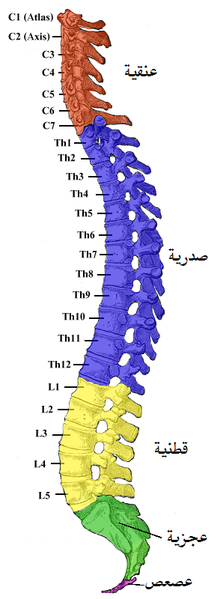
العمود الفقري.
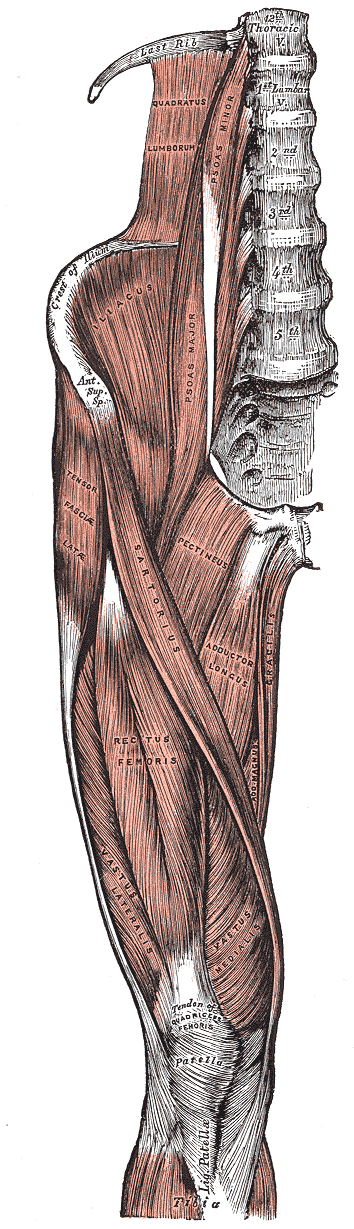
العضلات الحرقفية ومناطق الفخذ الأمامية. أول فقرة قطنية هي ثاني أعلى فقرة في الصورة.
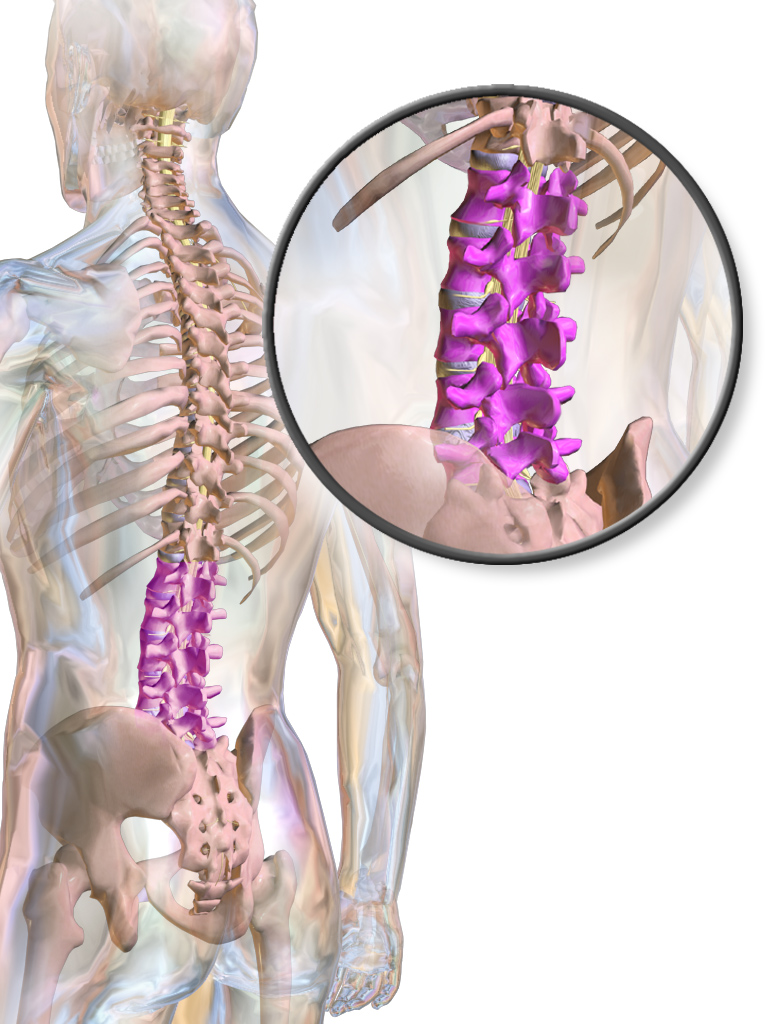
العمود الفقري القطني.
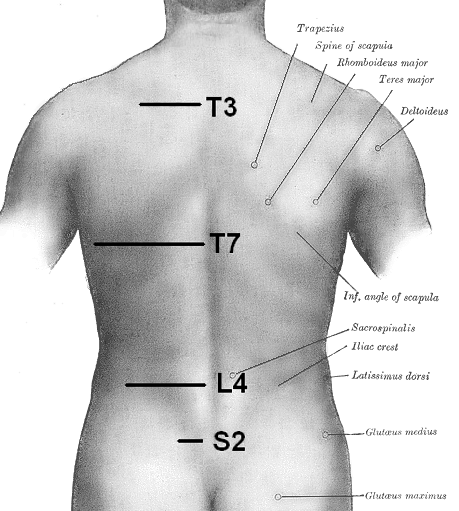
اتجاه العمود الفقري على السطح.
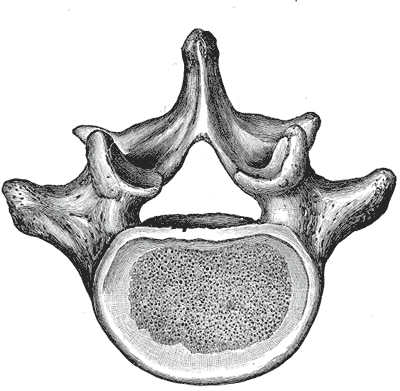
الفقرة القطنية الخامسة من أعلى
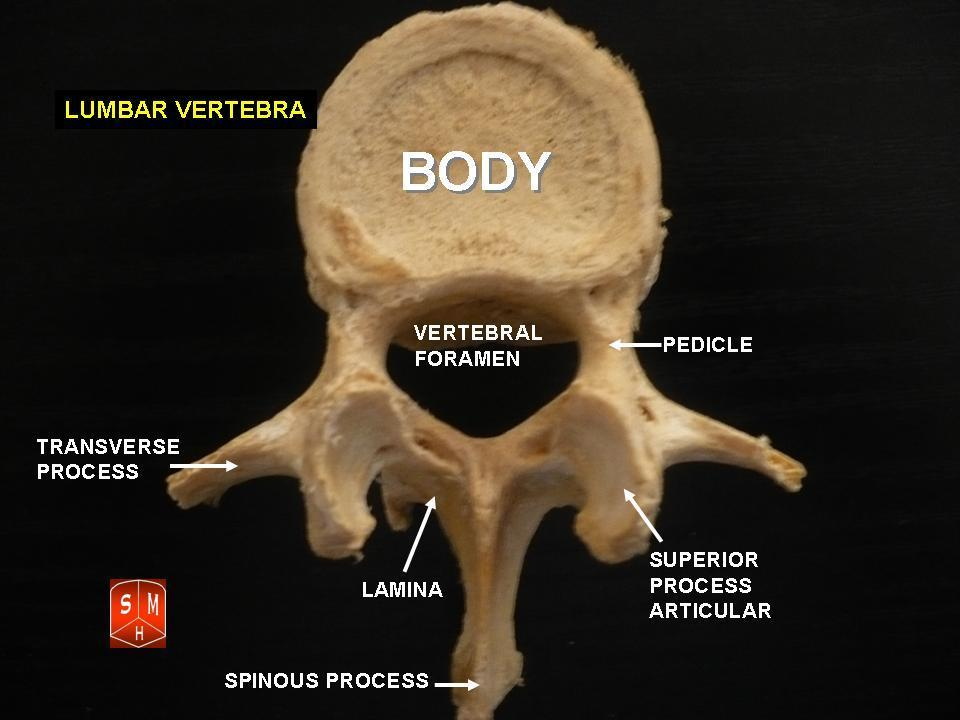
فقرة قطنية
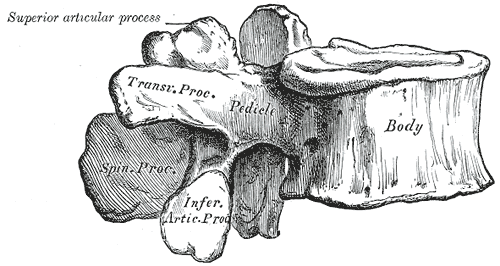
فقرة قطنية من الجانب.
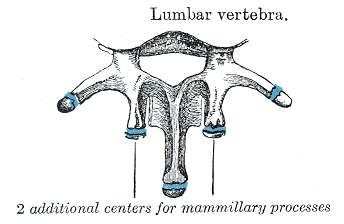
تعظُّم الفقرات القطنية.